# Horst-Emil Ellinghaus
Horst-Emil Ellinghaus (* 30. Oktober 1948 in Wuppertal) ist ein deutscher Bäcker und Politiker (CDU). Er war vom 8. Juni 2005 bis zum 8. Juni 2010 Abgeordneter des Landtags von Nordrhein-Westfalen.

## Leben
Ellinghaus absolvierte im Jahr 1966 die mittlere Reife und anschließend bis 1968 eine Ausbildung zum Bäcker. Es folgte ein Besuch der Fachschule des Bäcker- und Konditorenhandwerks in Olpe, die er 1973 mit der Meisterprüfung beendete. Seit 1978 ist er als selbständiger Bäckermeister tätig. Seit 1999 ist er Obermeister der Bäcker-Innung in Wuppertal.

## Politik
Ellinghaus ist seit 1973 Mitglied der CDU. Von 1973 bis 1978 war er Ortsverbandsvorsitzender der Jungen Union in Wuppertal-Ronsdorf und von 1979 bis 1983 Kreisvorsitzender der Jungen Union in Wuppertal. Von 1984 bis 1994 war er Mitglied der Bezirksvertretung von Wuppertal-Heckinghausen. Seit 1999 ist er Mitglied des Rates der Stadt Wuppertal, wo er unter anderem stellvertretender Vorsitzender im Sportausschuss ist. Ellinghaus wurde am 8. Juni 2005 in den Landtag von Nordrhein-Westfalen gewählt (Landtagswahlkreis Wuppertal I), wo er ordentliches Mitglied im Hauptausschuss, im Rechtsausschuss und im Ausschuss für Schule und Weiterbildung war. 2010 schied er aus dem Landtag aus.